# Ovčar
Le mont Ovčar (en serbe cyrillique : Овчар) est une montagne de l'ouest de la Serbie. Il s'élève à une altitude de 985 m.

## Géographie
Le mont Ovčar fait partie du groupe de montagnes de Stari Vlah, dans une des franges orientales des Alpes dinariques. Il se trouve à 10,5 km à l'ouest de la ville de Čačak. Avec le mont Kablar voisin, il forme les gorges d'Ovčar-Kablar, dans lesquelles coule la Zapadna Morava, la « Morava occidentale ». 